# Вашингтон кепси
Вашингтон кепси (енгл. Washington Caps) је бивши амерички кошаркашки клуб из Вашингтона, САД. У сезони 1970/75. играли су Западној дивизији АБА лиге. Франшиза је раније била Оукланд оукси. Од 1970. до 1976. тим је играо као Вирџинија сквајерси.

## Почетак
Са формирањем АБА-е у фебруару 1967. тим је додељен Оукланду у Калифорнији за 30.000 долара са певачем Патом Буном као примарним власником. Тим је првобитно био Оукланд ммериканс, али је име на крају промењено у Оукланд оукс. НБА суперзвезда Рик Бари потписао је за Оуксе, као и Стив Џонс и Леверн Тарт. Бери је, међутим, био спречен да игра у АБА због тужбе његовог бившег НБА тима (у вези са спровођењем резервне клаузуле у његовом уговору), па је сезону провео као спикер радија Оукса уместо као играч. Оукси су освојили прву АБА утакмицу 1967. (победа од 132 : 129 против Анахајм амигоса 3. октобра 1967. Након што се Бери вратио у сезони 1967/68, брзо су прошли кроз регуларну сезону, а затим освојили АБА шампионат 1969. против Индијана пејсерса у плеј-офу. Међутим, Бенк оф Америка је претила да ће одузети зајам од 1,2 милиона долара тиму и у августу 1969. група инвеститора предвођена адвокатом за некретнине Ерлом Фореманом купила је тим и преселила га у Вашингтон, Ди Си, за предстојећу сезону.

## Једина сезона (1969/70.)
Са пресељењем у Вашингтон дошао је и нови идентитет тима као зелено-златни Вашингтон капси. Ал Бјанки је заменио искусног Алекса Ханума на месту главног тренера. Федерални жалбени суд пресудио је у корист Кепса у вези са Баријем, њиховом врхунском атракцијом, али он се отворено противио игрању у Вашингтону, где се тим хрвао са Балтимор булетсима и није имао одговарајућу арену за играње домаћих утакмица. Бари је одиграо прве 32 утакмице у сезони, али судови му нису оставили другог избора осим да се пријави тиму или прекине сезону. Бери и Ворен Армстронг су учествовали у АБА ол стар утакмици, али су повреде ограничиле њихово време за игру током сезоне.
У марту 1970. спајање АБА и НБА се појавило на дохват руке али само под условима који би захтевали пресељење Вашингтон кепса, али каснија тужба је одложила спајање лига до јуна 1976. године.
Упркос географској стварности, Кепси су преузели место Оукса у Западној дивизији упркос њиховом пресељењу на Источну обалу. Ово их је стално држало на путу на удаљеним местима (њихови најближи ривали у дивизији, Њу Орлеанс баканирси, били су удаљени преко 1000 миља), а разлика у путовању и времену утицала је на њихову игру. Играјући у Вашингтон колосеуму, њихова просечна посета била је 2.992 навијача по утакмици. У случају изузетно лошег тајминга, Кепси су стигли у време када се околно насеље Блиског североистока још увек опорављало од тркачких нереда 1968. године. Страховање да комшилук није безбедан смањио је посећеност. Због великих раздаљина које су биле укључене у игру у дивизијама, Кепси су играли неке утакмице код куће у местима као што су Вичита, Канзас, па чак и Мексико Сити, Мексико, али нису добро прошли у тим наводним домаћим утакмицама.
Ипак, због солидног рекорда у правим домаћим утакмицама, Кепси су сезону завршили са 44 победа и 40 пораза. Рекорд Кепса их је ставио на треће место у Западној дивизији, 7 утакмица иза Денвер рокетса и једну утакмицу иза Далас ћапаралса. У АБА плеј-офу 1970. Кепси су се суочили са Денвер рокетсима у полуфиналу Западне дивизије и повећали серију на седам утакмица пре него што су у финалу у Денверу изгубили 143 : 119.

## Кошаркашка Кућа славних
| Чланови Вашингтона у Кући славних | Чланови Вашингтона у Кући славних | Чланови Вашингтона у Кући славних | Чланови Вашингтона у Кући славних | Чланови Вашингтона у Кући славних |
| Играчи                            | Играчи                            | Играчи                            | Играчи                            | Играчи                            |
| Бр.                               | Име                               | Позиција                          | Период                            | Постављен                         |
| --------------------------------- | --------------------------------- | --------------------------------- | --------------------------------- | --------------------------------- |
| 24                                | Рик Бари                          | К                                 | 1969/70.                          | 1987.                             |

## Остварења по сезонама
| Сезона          | Регуларна сезона | Регуларна сезона | Регуларна сезона | Резултати у плеј−офу              | Утакмице              |
| Сезона          | Победа           | Пораза           | Проц.            | Резултати у плеј−офу              | Утакмице              |
| Вашингтон кепси | Вашингтон кепси  | Вашингтон кепси  | Вашингтон кепси  | Вашингтон кепси                   | Вашингтон кепси       |
| --------------- | ---------------- | ---------------- | ---------------- | --------------------------------- | --------------------- |
| 1969/70.        | 44               | 40               | .524             | Изгубили у дивизијским полуфиналу | Денвер 4, Вашингтон 3 |